# Czech International 2005
Die 34. Yonex Czech International Championships 2005 im Badminton fanden vom 29. September bis zum 2. Oktober in Ostrava, Sportovní Hala VŠB-TU Ostrava, Tr. 17. Listopadu 15, statt. Das Preisgeld betrug 2.500 US-Dollar.

## Sieger und Platzierte
| Disziplin    | Gold                                | Silber                            | Bronze                           |
| ------------ | ----------------------------------- | --------------------------------- | -------------------------------- |
| Herreneinzel | Przemysław Wacha                    | Martin Bille Larsen               | Kasper Ipsen                     |
| Herreneinzel | Przemysław Wacha                    | Martin Bille Larsen               | Rune Ulsing                      |
| Dameneinzel  | Susan Hughes                        | Tine Høy                          | Nanna Brosolat Jensen            |
| Dameneinzel  | Susan Hughes                        | Tine Høy                          | Linda Zechiri                    |
| Herrendoppel | Chris Langridge Chris Tonks         | Anders Kristiansen Simon Mollyhus | Alexandr Russkikh Andrey Konakh  |
| Herrendoppel | Chris Langridge Chris Tonks         | Anders Kristiansen Simon Mollyhus | Robin Middleton Ian Palethorpe   |
| Damendoppel  | Nadieżda Kostiuczyk Kamila Augustyn | Christinna Pedersen Line Reimers  | Johanna Persson Elin Bergblom    |
| Damendoppel  | Nadieżda Kostiuczyk Kamila Augustyn | Christinna Pedersen Line Reimers  | Sarah Bok Jenny Wallwork         |
| Mixed        | Henri Hurskainen Johanna Persson    | Tim Dettmann Annekatrin Lillie    | Rasmus Bonde Christinna Pedersen |
| Mixed        | Henri Hurskainen Johanna Persson    | Tim Dettmann Annekatrin Lillie    | Robert Adcock Jenny Wallwork     |

## Finalergebnisse
| Disziplin    | Sieger                              | Finalist                          | Ergebnis        |
| ------------ | ----------------------------------- | --------------------------------- | --------------- |
| Herreneinzel | Przemysław Wacha                    | Martin Bille Larsen               | 13:15 15:1 15:4 |
| Dameneinzel  | Susan Hughes                        | Tine Høy                          | 11:4 11:8       |
| Herrendoppel | Chris Langridge Chris Tonks         | Anders Kristiansen Simon Mollyhus | 15:6 15:11      |
| Damendoppel  | Nadieżda Kostiuczyk Kamila Augustyn | Christinna Pedersen Line Reimers  | 15:2 15:1       |
| Mixed        | Henri Hurskainen Johanna Persson    | Tim Dettmann Annekatrin Lillie    | 17:15 15:7      |